# 利察烈
拿督斯里利察烈，亦称为里察烈，马来西亚政治人物，人联党署理主席，现任砂拉越州西连砂盟人联党国会议员。曾担任人力资源部长（2013年至2018年）和外交部第二副部长（2010年至2013年）。

## 政治生涯
2020年5月，受委为马来西亚首相对东亚特使。